# József Szendrei
József Szendrei (Karcag, 25 aprile 1954) è un ex calciatore ungherese, di ruolo portiere.

## Palmarès

### Club

#### Competizioni nazionali
- Coppa d'Ungheria: 2

Ujpest: 1981-1982, 1982-1983